# Gogo (maestro di palazzo)
Gogo (... – 581) fu il maestro di palazzo d'Austrasia e nutricius (anche nutrizio, tutore/reggente) per il giovane Childeberto II dal 576 fino alla sua morte.

## Biografia
Gogo era diventato un membro molto importante della corte di Sigeberto I nel 565. Fu lui a dirigere un'ambasciata in Spagna per andare a prendere la principessa visigota Brunechilde, promessa sposa di Sigeberto. Quando Sigeberto fu assassinato, forse su richiesta di Brunechilde, assunse la reggenza per Sigeberto e il figlio di Brunechilde, Childeberto [II].
C'è una lettera, una fonte importante ma difficile, scritta da Gogo, ma non datata e non legata al nome di nessuno dei due re che servì. Tradizionalmente, essa è ritenuta redatta intorno all'anno della sua morte (581) e sembra che sia stato scritto per conto di Childeberto [II] al duca longobardo del Friuli Grasulfo. Una soluzione alternativa proposta da Walter Goffart pone al lettera tra il 571 e il 572 – intorno al momento della ambasciata Sigeberto a Costantinopoli. È conservato nella raccolta delle lettere austrasiane.